# チェスター・トンプソン
チェスター・トンプソン（Chester Thompson、1948年12月11日 - ）は、アメリカのミュージシャンである。主にドラマー、パーカッショニスト、セッション・ミュージシャン、音楽プロデューサー、そして教師を務めている。
1973年から1975年までのザ・マザーズ・オブ・インヴェンションのメンバーとしての活動と、1977年から1992年までと2007年のジェネシスとの共同活動で最もよく知られている。現在は2011年に結成したジャズ・グループのチェスター・トンプソン・トリオを率いている。

## 生い立ち
トンプソンは1948年12月11日にメリーランド州ボルチモアで生まれた。彼には鼓笛隊で演奏していた兄がいる。彼は小学校で、フルートを演奏し読譜を学んだ。
11歳の時にドラムを選び、プロのジャズ・ドラマーであるジェームズ・ハリソンからレッスンを受けて基礎を学んだ。さらにジャズ・ミュージシャンのマイルス・デイヴィス、マックス・ローチ、アート・ブレイキーのアルバムに合わせて演奏して練習した。そしてドラマーであるエルヴィン・ジョーンズのレコードの研究へと移った。彼はジョーンズをトニー・ウィリアムスと並んで主要な音楽的影響力として引用している。
高校在学中、ワシントン・ナショナル交響楽団のドラマー兼パーカッショニストであったトニー・エイムズから1学期みっちり個人的に学んだ。彼の実践は、全米ルーディメンタル・ドラマー協会（National Association of Rudimental Drummers）が発行した本を使用してドラミングの基本をマスターすることに焦点を当てていた。
2年後に地元の会場で初めてのライブ・ギグで演奏をし始めた。「クラブのオーナーが（まだ未成年だった）私がそこで演奏することに心配していたので」眉ペンシルを使って上唇に口ひげを描いて、週に3回ものジャム・セッションを行っていた。

## キャリア

### 1970年–1976年: 初期のバンド
最初の主な仕事の中には、歌手のベン・E・キングとの主にカナダ全土にわたる短いツアーがあった。1970年、彼はオルガン奏者のジャック・マクダフと共演し、その後、他の地元のグループとギグをした後、1971年にボルチモアへと戻り、ボルチモア郡のコミュニティ・カレッジでフルートを含めて2年間学び、レック・センターでバスケットボール・チームを指導した。またソウル・アーティストの訪問をサポートするクラブで、ハウス・バンドのメンバーとして演奏した。やがて彼はセッション・ドラマーとしての評判を築き上げていった。彼の最初のバンドの1つは、Doc "Soul Stirrer" Young and The We Four Trioだった。
1973年から1975年まで、フランク・ザッパ率いるザ・マザーズ・オブ・インヴェンション（以下、MOI）のメンバーとしてツアーとレコーディングを行った。彼はMOIのツアー・マネージャーで同じくボルチモア出身のマーティ・ペレリス（Marty Perellis）の友人であり、ザッパがMOIでラルフ・ハンフリー（Ralph Humphrey）に加えてドラマーをもう一人起用したいと希望していることを知って、ペレリスの推薦によってロサンゼルスでオーディションを受けた。彼は自分がオーディションで休むことなくしっかりとバンドとジャムをしたことを覚えている。「私たちは、さまざまな種類の感触や溝に出入りしました」と彼は思い出す。ジャムの後、ザッパは彼と一緒にギグをしたいと言った。MOIでの彼の時間は、ツアー前に4〜6週間にわたって毎週40時間もの練習を伴う、リーダーの「信じられないほど難しい音楽」のために挑戦的なものだった。彼はハンフリーとのツイン・ドラムを収録した『ロキシー・ライヴ / ロキシー&エルスウェア』（1974年）を初めとして、『ワン・サイズ・フィッツ・オール』（1975年）、『スタジオ・タン』（1969年、1974年–1976年録音、1978年発表）、『スリープ・ダート』（1974年、1976年年録音、1979年発表）、『オン・ステージ Vol.2』（1974年録音、1988年発表）といったMOIやザッパ名義のアルバムで演奏した。
1975年、彼はザッパがオーストラリア・ツアーをキャンセルすると2月にMOIを去った。その後、彼はMOIの同僚だったブルース・ファウラー（トロンボーン）とトム・ファウラー（ベース）のファウラー兄弟を中心としたジャズ・ロック・バンドのエア・ポケットで演奏した。
1976年、ジャズ・ロック・バンドのウェザー・リポートに参加することになった。ウェザー・リポートはアルバム『テイル・スピニン (幻祭夜話)』（1975年）の完成後、ドラマーのレオン・ンドゥグ・チャンクラーが脱退した。トンプソンはベーシストだったアルフォンソ・ジョンソンにジャムに誘われ、それが成功した形で加入した。彼はアルバム『ブラック・マーケット』（1976年）の制作に参加してから脱退したが、彼等の大ファンだったので、在籍した時間を「メジャー・ノックアウト」として覚えている。
ウェザー・リポート脱退後、彼はロサンゼルスでレコーディング・セッションを行い、友人のロイ・マッカーディから推薦されてミュージカル『ザ・ウィズ』のサンフランシスコ・ブロードウェイ・シアター・プロダクションの一員としてギグで演奏した。そこで彼はミュージカルに出演していた将来の妻と出会った。またポインター・シスターズのライブ・バンドのメンバーとしてツアーを行い、自分を迎え入れることに関心を示したサンタナとリハーサルを行った。

### 1976年–1992年、2007年: ジェネシス

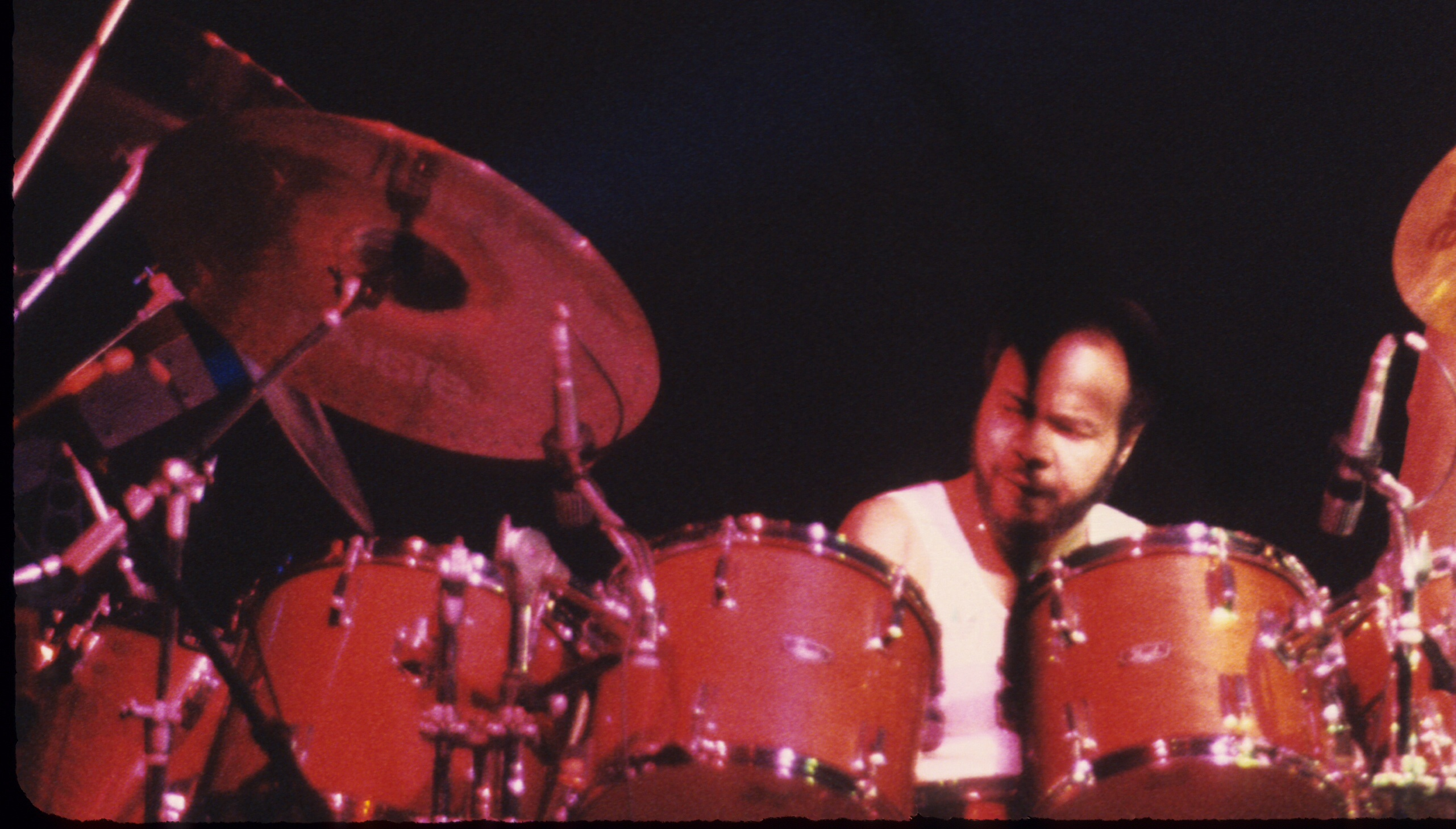
ジェネシスでのトンプソン（1981年）

サンタナとのリハーサルから僅か2週間後、トンプソンはプログレッシブ・ロック・バンドのジェネシスのドラマー兼ヴォ―カリストのフィル・コリンズに招かれ、前任者ビル・ブルーフォードの発展的な離脱によって生じたツアー・ドラマーの空席を埋めるべくバンドに参加した。コリンズはアメリカ人のドラマーを欲して、MOIのライブ・アルバム『ロキシー・ライヴ / ロキシー&エルスウェア』（1974年）で彼の演奏を聴いた。彼はウェザー・リポートのジョンソンからジェネシスの音楽について聞いていたので1976年11月に参加を決心し、アルバム『静寂の嵐』（1976年）をサポートするツアーへの参加に同意した。「リハーサルの初日、みんながギアをセットアップしているときにジャミングを始めたんだ。ただただそれを目指していた」。彼は「Afterglow」のドラムパートを見せられ、最初はその素直なビートを演奏するのに苦労した。
彼は1992年までジェネシスのツアー・ドラマーとして演奏し、ライブ・アルバム『眩惑のスーパー・ライヴ』（1977年）、『スリー・サイズ・ライヴ』（1982年）、『ザ・シングル・ヒッツ・コレクション:ライヴ前編』（1992年）、『もうひとつのジェネシス:ライヴ後編』（1993年）でフィーチャーされている。1992年のツアーの後、家族とより多くの時間を過ごすためにツアー・ドラマーを辞任した。
1996年にコリンズがジェネシスを脱退した後、彼はベーシスト/ギタリストのマイク・ラザフォードと、最後のスタジオ・アルバム『コーリング・オール・ステーションズ』（1997年）でドラムを演奏する可能性について話し合った。彼は単なるサイドマンではなくフルタイム・メンバーになりたいと思っていた。しかし結局ジェネシスは彼なしでアルバム制作とツアーを行なった。
1999年、コリンズの結婚式で即席のジャムを演奏している。
2007年、再結成ツアー「turn it on again : the tour」のために復帰。その模様は『ライヴ・オーヴァー・ヨーロッパ 2007』（2007年）に収録された。

### 1977年–現在: その後のキャリア
トンプソンは、ジェネシスのメンバーのソロ・プロジェクトでの作業を続け、元ジェネシスのギタリストであるスティーヴ・ハケットのアルバム『プリーズ・ドント・タッチ』（1978年）、トニー・バンクスのソロ・アルバム『キュアリアス・フィーリング』（1979年）で演奏した。またフィル・コリンズのソロ・コンサート・ツアーのバンドにドラマーとして加わり、1982年-1983年に「Hello, I Must Be Going! tour」、1985年に「No Jacket Required tour」、1990年に「...But Seriously tour」、1999年の「The Tarzan Premiere tour」、2004年-2005年の「The Final Farewell tour」に参加した。コリンズのライブ・アルバム&DVD『シリアス・ヒッツ』にも登場している。
1984年、サンタナでドラムを演奏し、キーボードのチェスター・D・トンプソンと共にアルバム『ビヨンド・アピアランス』にクレジットされている。
1986年、ピーター・セテラとエイミー・グラントによるソフト・ロックのデュエット「The Next Time I Fall」でドラムを演奏した。この曲はBillboard Hot 100チャートで1位を獲得した。
1988年、ザッパからコンサート・ツアーに招待されたが断った。彼は1980年に敬虔なキリスト教徒になっており、ザッパの反宗教的な考え方や歌詞は自分の宗教的信念と相容れないからだった。
1989年4月10日から12月7日まで、ビージーズのアルバム『ONE』（1989年）をサポートする「One for All World Tour」に参加し、ミネソタ州セントポールでマイケル・マーフィーと交代した。またブランドXのギタリストであるジョン・グッドサルとベーシストのダグ・ランとファイヤー・マーチャンツ（Fire Merchants）を結成して、アルバム"Fire Merchants"を制作した。
1992年、家族を連れて有名なドラマーのラリー・ロンディンの葬式に出席するためにテネシー州ナッシュビルを訪れ、その地域が気に入って移転した。それ以来、現地の様々なアーティストのセッションで、主にジャズ、ポップ、クリスチャン・ミュージックを演奏してきた。
1995年、ハケットにジェネシス・プロジェクトのアルバムの『ジェネシス・リヴィジテッド（新約創世記）』（1996年）で演奏するように招かれた。彼は最初にディスカッションされたように全曲で演奏することには自信がなく、「私たち2人が元ジェネシスの人というような存在で、アルバム全体を演奏するにはあまりにも変なことだと思った」と述べた。そこで彼は3曲のみで演奏し、ハケットは追加のミュージシャンを連れてきた。彼はまた、ジョン・ウェットン、イアン・マクドナルド、ジュリアン・コルベックをフィーチャーしたハケットのライブ・アルバム『TOKYOテープス〜ジェネシス・リヴィジテッド・ライヴ1996』（1998年）にも参加した。
1990年代後半、ジャズ・ギタリストのデニー・ジオサと一緒にツアーを始めた。
1998年からナッシュビルのベルモント大学でドラムを教えており、一方で、大学で作曲とアレンジのクラスを受講した。2008年、彼は学位を取得することから「2クラス離れた」。彼は音楽学校の非常勤講師を務めている。
1999年、初のソロ・アルバム『ジョイフル・ノイズ』を発表。
2001年、歌手でありワーシップ・リーダーであるロン・ケノリーと韓国をツアーした。
2002年1月、コリンズのリトル・ドリームス財団によるデビュー・チャリティ・ギグに出演した。
2008年、第32回パーカッシブ・アーツ・ソサイエティ国際大会（Percussive Arts Society International Convention, PASIC）で生涯功労賞を受賞した。
2011年、ジョー・ダヴィディアン（ピアノ）、マイク・リン（ベース）とジャズ・グループのチェスター・トンプソン・トリオを結成。当初ナッシュビル・トロンボーン・フェスティバルのリズム・セクションの一部として一緒に演奏し、その後1年以上に渡ってコモドール・ラウンジで毎週演奏した。彼等は『Approved』（2013年）と『Simpler Times』（2015年）という2枚のアルバムをリリースしている。

## 使用楽器
トンプソンは、ラディック・ドラム（1970年-1977年3月）、パール・ドラム（1977年4月-1987年7月）、ソナー・ドラム（1990年-1999年）、パイステ・シンバル（1970年-1990年）を使用楽器として承認した。彼は2000年からDWドラム、1990年からセイビアン・シンバルを支持している。彼はレモ・ドラムヘッド、マイネル・パーカッション、ジブラルタル・ラックを使用し、独自のリーガルチップ・チェスター・トンプソン・シグネチャー・ドラムスティックを持っている。

## 私生活
1976年、ミュージカル『ザ・ウィズ』で演奏していた時に初めて出会った女性を妻に迎えた。夫妻には一人息子がいる。
1980年、クリスチャンになった。

## ディスコグラフィ

### ソロ・アルバム
- 『ジョイフル・ノイズ』 - A Joyful Noise (1991年)
- Steppin' (2019年)

### チェスター・トンプソン・トリオ
- Approved (2013年)
- Simpler Times (2015年)

### 参加アルバム
オドネル・リーヴィ
- 『ブラック・ヴェルヴェット』 - Black Velvet (1971年)
- 『ブリーディング・オブ・マインド』 - Breeding of Mind (1972年)
- 『ドーン・オブ・ア・ニュー・デイ』 - Dawn of a New Day (1973年)
- Hands of Fire (1974年) ※コンピレーション

フランク・ザッパ/マザーズ・オブ・インヴェンション
- 『ロキシー・ライヴ / ロキシー&エルスウェア』 - Roxy & Elsewhere (1974年)
- 『ワン・サイズ・フィッツ・オール』 - One Size Fits All (1975年)
- 『ボンゴ・フューリー』 - Bongo Fury (1975年)
- 『スタジオ・タン』 - Studio Tan (1978年) ※1969年、1974年–1976年録音
- 『スリープ・ダート』 - Sleep Dirt (1979年) ※1974年、1976年年録音
- 『オン・ステージ Vol.2』 - You Can't Do That on Stage Anymore, Vol. 2 (1988年) ※1974年録音

エア・ポケット
- 『フライ・オン』 - Fly On (1975年)
- Hunter (1985年)
- Breakfast for Dinosaurs (1988年)

アルフォンソ・ジョンソン
- 『幻想夢譚』 - Yesterday's Dreams (1976年)

ウェザー・リポート
- 『ブラック・マーケット』 - Black Market (1976年)

カルデラ
- 『スカイ・アイランド』 - Sky Islands (1977年)

ジェネシス
- 『眩惑のスーパー・ライヴ』 - Seconds Out (1977年)
- 『スリー・サイズ・ライヴ』 - Three Sides Live (1982年)
- 『ザ・シングル・ヒッツ・コレクション:ライヴ前編』 - The Way We Walk, Vol I: The Shorts (1992年)
- 『もうひとつのジェネシス:ライヴ後編』 - The Way We Walk, Vol II: The Longs (1993年)
- 『ライヴ・オーヴァー・ヨーロッパ 2007』 - Live over Europe 2007 (2007年)

フローラ・プリム
- 『エヴリデイ、エヴリナイト』 - Everyday, Everynight (1978年)

スティーヴ・ハケット
- 『プリーズ・ドント・タッチ』 - Please Don't Touch! (1978年)
- 『ジェネシス・リヴィジテッド（新約創世記）』 - Watcher of the Skies: Genesis Revisited (1996年)
- 『TOKYOテープス〜ジェネシス・リヴィジテッド・ライヴ1996』 - The Tokyo Tapes (1998年)

トニー・バンクス
- 『キュアリアス・フィーリング』 - A Curious Feeling (1979年)

リンダ・クリフォード
- 『明日に架ける橋』 - Let Me Be Your Woman (1979年)

フレディ・ハバード
- 『ラブ・コネクション』 - The Love Connection (1979年)

リロイ・ハトソン
- 『アンフォゲッタブル』 - Unforgettable (1979年)

デヴィッド・プリッチャード
- 『シティ・ドリームス』 - City Dreams (1979年)

ブレンダ・ハロウェイ
- Brand New! (1980年)

アーマッド・ジャマル
- 『ナイト・ソング』 - Night Song (1980年)

松本英彦
- 『風紀行』 - Prediction (1980年)

ハイ・イナジー
- High Inergy (1981年)

三木敏悟 & インナー・ギャラクシー・アメリカ
- 『ミスティック・ソーラー・ダンス』 - Mystic Solar Dance (1981年)

ジョニー・リトル/アルバート・デイリー/チェスター・トンプソン
- I Giganti Del Jazz Vol. 93 (1982年)

ステファーノ・サバティーニ
- Sabatini (1982年)

ミシェル・コロンビエ
- 『オールド・フール・バック・オン・アース』 - Old Fool Back on Earth (1983年)

サンタナ
- 『ビヨンド・アピアランス』 - Beyond Appearances (rec. 1984年, rel. 1985年)

COSMOS & ゼアL.A.フレンズ
- 『セッションV』 - Session V (1985年)

ファイヤー・マーチャンツ
- 『ファイヤー・マーチャンツ』 - Fire Merchants (1989年)

フィル・コリンズ
- 『シリアス・ヒッツ』 - Serious Hits... Live! (1990年)

クリス・カテナ
- 『フリーク・アウト!』 - Freak Out (2004年)